# Vesin
Vesin är en ort och tidigare kommun i distriktet Broye i kantonen Fribourg, Schweiz.
1 januari 2005 inkorporerades Vesin i kommunen Cugy.